# أوليفر جيل
أوليفر جيل (بالإنجليزية: Oliver Gill)‏ (15 سبتمبر 1990 في المملكة المتحدة - ) هو لاعب كرة قدم بريطاني في مركز الدفاع. لعب مع برادفورد سيتي ومانشستر يونايتد.

## وصلات خارجية
- أوليفر جيل على موقع قاعدة بيانات كرة القدم.إي يو (الإنجليزية)
- أوليفر جيل على موقع Soccerbase.com (لاعب) (الإنجليزية)